# Афинская лига
Афинская лига (англ. Athenian League) — прекратившая существование любительская футбольная лига клубов Лондона и окрестностей. Учредители лиги первоначально выбрали название Коринфская, но оно было отклонено Футбольной ассоциацией Англии. Была образована в 1912 году 10 клубами, но в 1914 году игры были прекращены из-за начала Первой мировой войны. Когда лига возобновила соревнования в сезоне 1919/20 годов, в ней продолжили выступления только 3 из предыдущих команд-участниц. Позже клубы пополняли и покидали лигу примерно по 1 в год, большая часть клубов переходила в Истмийскую лигу, считавшуюся сильнейшей любительской лигой в лондонском регионе. Число клубов-членов лиги оставалось достаточно стабильным — от 12 до 16 — до 1963 года, когда Афинской лигой было поглощено большинство клубов из конкурирующих лиг: Коринфской (большинство бывших клубов которой образовали первый дивизион) и Дельфийской (большинство бывших клубов которой образовали второй дивизион). Существовавший ранее единственный дивизион лиги стал высшим дивизионом.
В последствии лига регулярно теряла клубы, переходившие в более сильные лиги, в частности, Истмийскую и Южную. Расширения Истмийской лиги в 1973 и 1977 годах привели к расформированию, соответственно, высшего и второго дивизионов. В конце 1970-х годов Афинская лига стала одной из первых в Англии, заключивших договор титульного спонсорства — в сезонах 1977/78, 1978/79 и 1979/80 годов она называлась Kingsmead Афинская лига. После расширения Истмийской лиги 1984 года, Афинская лига была распущена, попытки её воссоздания в конце 1980-х годов не были успешными.

## Победители лиги
Список чемпионов приводится по источнику.
| Сезон   | Чемпион           |
| ------- | ----------------- |
| 1912/13 | Кэтфорд Саутэнд   |
| 1913/14 | Тафнелл Парк      |
| 1919/20 | Лутон Кларенс     |
| 1920/21 | Сент-Олбанс Сити  |
| 1921/22 | Сент-Олбанс Сити  |
| 1922/23 | Бромли            |
| 1923/24 | Кингстониан       |
| 1924/25 | Редхилл           |
| 1925/26 | Кингстониан       |
| 1926/27 | Саутхолл          |
| 1927/28 | Саттон Юнайтед    |
| 1928/29 | Лейтон            |
| 1929/30 | Уолтемстоу Авеню  |
| 1930/31 | Барнет            |
| 1931/32 | Барнет            |
| 1932/33 | Уолтемстоу Авеню  |
| 1933/34 | Уолтемстоу Авеню  |
| 1934/35 | Баркинг           |
| 1935/36 | Ромфорд           |
| 1936/37 | Ромфорд           |
| 1937/38 | Уолтемстоу Авеню  |
| 1938/39 | Уолтемстоу Авеню  |
| 1945/46 | Саттон Юнайтед    |
| 1946/47 | Барнет            |
| 1947/48 | Барнет            |
| 1948/49 | Бромли            |
| 1949/50 | Тутинг энд Митчам |
| 1950/51 | Бромли            |
| 1951/52 | Уилдстон          |
| 1952/53 | Хендон            |
| 1953/54 | Финчли            |
| 1954/55 | Тутинг энд Митчам |
| 1955/56 | Хендон            |
| 1956/57 | Хейз              |
| 1957/58 | Саттон Юнайтед    |
| 1958/59 | Барнет            |
| 1959/60 | Хаунслоу Таун     |
| 1960/61 | Хендон            |
| 1961/62 | Энфилд            |
| 1962/63 | Энфилд            |

В 1963 году лига расширена до трёх дивизионов.
| Сезон   | Высший дивизион   | Первый дивизион  | Второй дивизион      |
| ------- | ----------------- | ---------------- | -------------------- |
| 1963/64 | Барнет            | Летерхед         | Тилбери              |
| 1964/65 | Барнет            | Слау Таун        | Харидж энд Паркестон |
| 1965/66 | Лейтон            | Бишопс-Стортфорд | Кройдон Аматорс      |
| 1966/67 | Лейтон            | Хорнчерч         | Истборн Юнайтед      |
| 1967/68 | Слау Таун         | Чезант           | Льюис                |
| 1968/69 | Уолтон энд Хершам | Тилбери          | Борем Вуд            |
| 1969/70 | Бишопс-Стортфорд  | Льюис            | Хоршам               |
| 1970/71 | Дагенем           | Эйвли            | Херн-Бей             |
| 1971/72 | Слау Таун         | Харлоу Таун      | Стейнс Таун          |
| 1972/73 | Слау Таун         | Хоршам           | Райслип Мейнор       |

В 1973 году лига сокращена до двух дивизионов.
| Сезон   | Первый дивизион | Второй дивизион |
| ------- | --------------- | --------------- |
| 1973/74 | Борем Вуд       | Олтон Таун      |
| 1974/75 | Летчуэрт        | Эгам Таун       |
| 1975/76 | Чезант          | Эппинг Таун     |
| 1976/77 | Лейтон-Уингейт  | Фарнборо Таун   |

В 1977 году лига сокращена до одного дивизиона.
| Сезон   | Чемпион          |
| ------- | ---------------- |
| 1977/78 | Биллерики Таун   |
| 1978/79 | Биллерики Таун   |
| 1979/80 | Виндзор энд Итон |
| 1980/81 | Виндзор энд Итон |
| 1981/82 | Лейтон-Уингейт   |
| 1982/83 | Ньюбери Таун     |
| 1983/84 | Редхилл          |